# Языки Гернси
В Гернси, коронном владении в Нормандских островах, официальным языком является английский.

## Другие языки
Английский язык является официальным языком Гернси. Большинство официальных материалов в Гернси публикуется на английском языке. Гернсийский диалект английского языка также включил в себя некоторые отличительные черты гернсийского нормандского.
До 1948 года французский язык имел в Гернси официальный статус. В XXI веке французский язык — второй по распространённости среди туристов.
1 327 житель Гернси говорит на гернсийском диалекте нормандского языка, что составляет 2 % населения. 15 человек говорят на саркском диалекте, ранее употреблялись олдренийский и хермский диалекты, однако они исчезли.
2 % от населения Гернси занимают португальские иммигранты, в среде которых распространён португальский язык.
Среди гернсийских наёмных рабочих из Польши распространён польский язык.